# Stortinget (metrostation)
Stortinget is een metrostation in de Noorse hoofdstad Oslo. Het station werd geopend op 9 januari 1977 en wordt bediend door de lijnen 1, 2, 3, 4 en 5 van de metro van Oslo.
Het station in het centrum van Oslo is genoemd naar het bovenliggend parlementsgebouw, zetel van het parlement, de Stortinget.